# دی‌کربن منوکسید
دی‌کربُن مُنوکسیدِ (C2O) یک مولکول به شدت فعال است که شامل دو اتم کربن و یک اتم اکسیژن می‌باشد. مونوکسید دی‌کربن، با پیوندهای کئووالانسی، محصول واکنش فوتولیز کربون سابسوکسید می‌باشد. این ترکیب ارتباط بسیار نزدیکی با CO, CO2 C3O2 و دیگر اوکسو کربن‌هادارد
واکنش شیمیایی:
C3O2 → CO + C2O
این ترکیب آنقدر پایدار است که بتوان واکنش آن با NO و NO2 را مشاهده نمود.